# 囤积

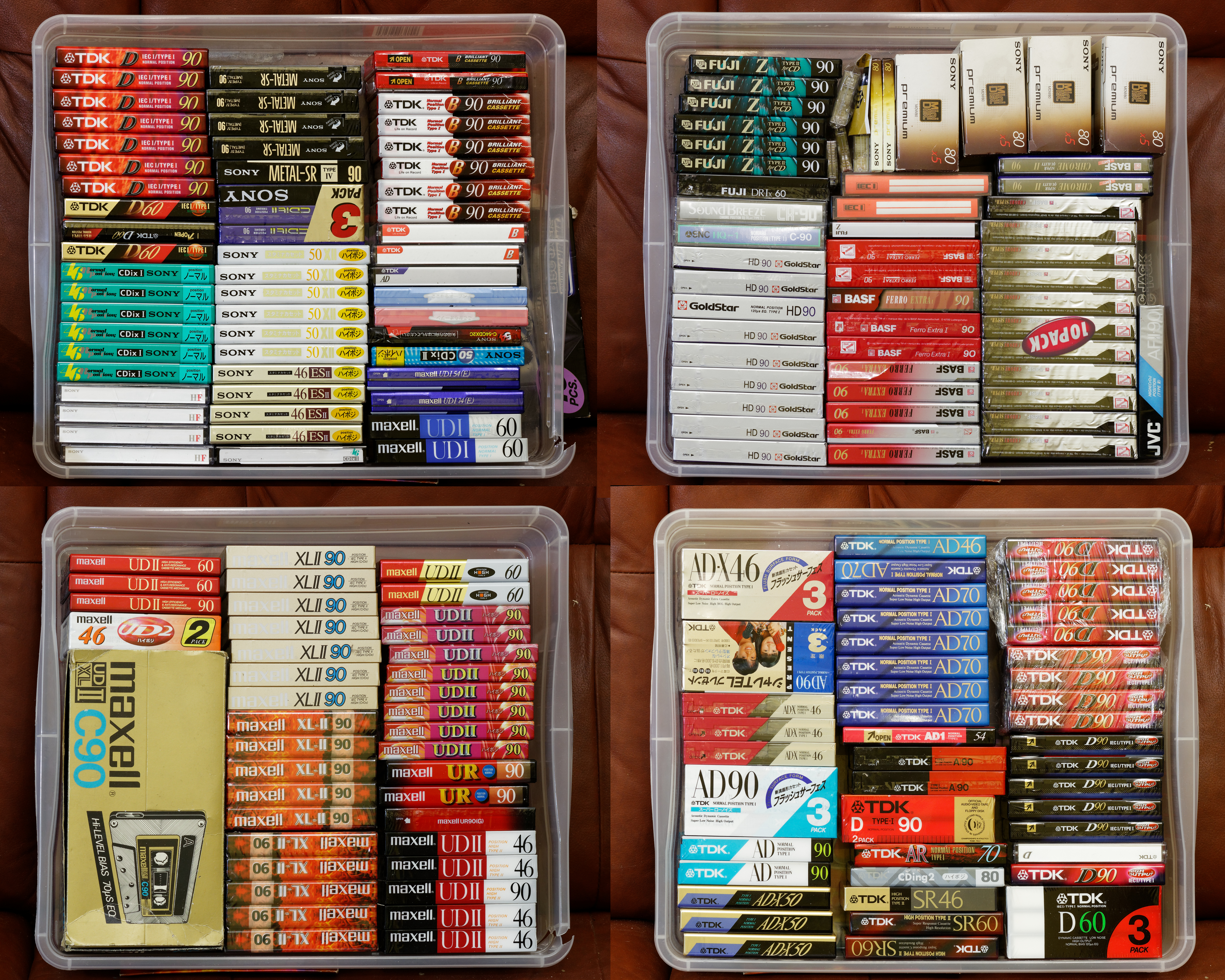
囤積物品

囤积是指人們过度购买了不需要的物品並將這些物品放在某個地方；或者是東西可能有用，但是暫時没有空间可以用來存放，而臨時放在某個地方，不過又不加整理。 當人們擔心国内會出現动乱或面臨自然灾害時都有可能囤积食品、水、汽油和其他必需品。